# Štěpán Neuwirth
Štěpán Neuwirth (Ostrava, 1944. február 9. –) cseh író és publicista.

## Élete és munkássága
Neuwirth számára a legfontosabb érték a természet. Aktívan részt vesz a természetvédelemben, különösen az Odera környékén. Jelenleg születési helyén él, az 1990-es évek közepétől tizenegy éven keresztül az Ostravai Egyetemi Kórház sajtóosztályán dolgozott.
1966 óta számos napilap, folyóirat, rádió és televízió szerkesztőségében dolgozott. Történetei és könyvei többnyire a természettel foglalkoznak, elkötelezett természetvédő, kiáll az ökológia mellett. 1971-ben az Ostrava Esti Hírekben publikálta első hosszabb munkáját Pazderna címmel, Roman Jiříkovský álnév alatt.
2003-ban Tep nemocnice című kötetét az Egon Erwin Kisch-díjjal jutalmazták. 

## Művei
- Pazderna (1977)
- Srna z olšového mlází (1983)
- Smrt číhá v tůni (1997)
- Paseka živých jelenů (2000)
- Vyznání krajině (2001)
- Povídky od loveckého krbu (2002)
- Tep nemocnice (2002)

## Fordítás
- Ez a szócikk részben vagy egészben  a(z)   Štěpán Neuwirth című német Wikipédia-szócikk ezen változatának fordításán alapul.  Az eredeti cikk szerkesztőit annak laptörténete sorolja fel. Ez a jelzés csupán a megfogalmazás eredetét és a szerzői jogokat jelzi, nem szolgál a cikkben szereplő információk forrásmegjelöléseként.